# Landschaftsteile entlang der Autobahn
Die Landschaftsteile entlang der Autobahn sind mehrere unter Landschaftsschutz stehende Abschnitte entlang der Autobahn 8 und der Autobahn 81 in den ehemaligen Landkreisen Leonberg und Vaihingen, die vom württembergischen Kultminister mit der „Verordnung zum Schutz von Landschaftsteilen und Landschaftsbestandteilen entlang der Reichsautobahn Stuttgart–Heilbronn und Stuttgart–Karlsruhe in den Kreisen Leonberg und Vaihingen“ vom 22. Mai 1941 unter Landschaftsschutz gestellt wurden.

## Hintergrund und Entwicklung
Analoge Sammelverordnungen zum Schutz der Landschaft gab es auch für die Landkreise Esslingen, Nürtingen, Göppingen und Ulm sowie in Pforzheim. Denn der Natur- und Landschaftsschutz beim Bau der Reichsautobahnen war für die Nationalsozialisten von großer Bedeutung, wobei ideologische Gesichtspunkte eine größere Rolle als ökologische Aspekte spielten. Dazu gehörte unter anderem eine Vereinbarung zwischen dem Generalinspektor für das Straßenbauwesen Fritz Todt und Reichsforstmeister Hermann Göring, dass Streifen beiderseits der Autobahnen nach dem Reichsnaturschutzgesetz unter Landschaftsschutz gestellt werden können.
Die Sammelverordnung ist nach wie vor für die Teilgebiete „Münchingen“,„Birkener Höhe“ [sic!] und „Gerlinger Heide/Forchenrain“ im Landkreis Ludwigsburg, die Teilgebiete „Bohlhalde mit Hang“, „Heimsheim“ und „Schafwäsche“ im Landkreis Böblingen sowie die Teilgebiete „Heimsheim, Friolzheim“, „Friolzheim, Wimsheim“ und „Wurmberg“ im Enzkreis gültig. Der Geltungsbereich der Verordnung wurde im Laufe der Zeit mehrfach verkleinert. Einige Gebietsteile wurden in neuere Schutzgebiete übernommen. So wurde zum Beispiel das Teilgebiet „Beutenbach“ am 15. Januar 1990 aufgelöst und in das neue Landschaftsschutzgebiet Scheffzental integriert. Das Teilgebiet „Mahdental“ ist heute Teil des Landschaftsschutzgebietes Glemswald.
Die Benennung der Teilgebiete ist nicht in der Sammelverordnung festgelegt, sondern wurde von den zuständigen Naturschutzverwaltungen nachträglich vergeben. Bei der Gebietsreform wurden die Teilgebiete teilweise anhand der neuen Landkreisgrenzen neu zugeschnitten und den jeweiligen örtlich zuständigen Landratsämtern zugeordnet. Organisatorisch wird jedes Teilgebiet als eigenständiges Landschaftsschutzgebiet behandelt.
Einige Teilgebiete haben sich seit ihrer Ausweisung durch Baumaßnahmen erheblich verändert. So galt die Einbindung der Brücke auf der Birkener Höhe in die Landschaft und die Bepflanzung beim Bau der Autobahn als mustergültig. Nach dem Ersatzneubau der Brücke ist der Schutzzweck jedoch weitgehend entfallen.

## Lage und Beschreibung

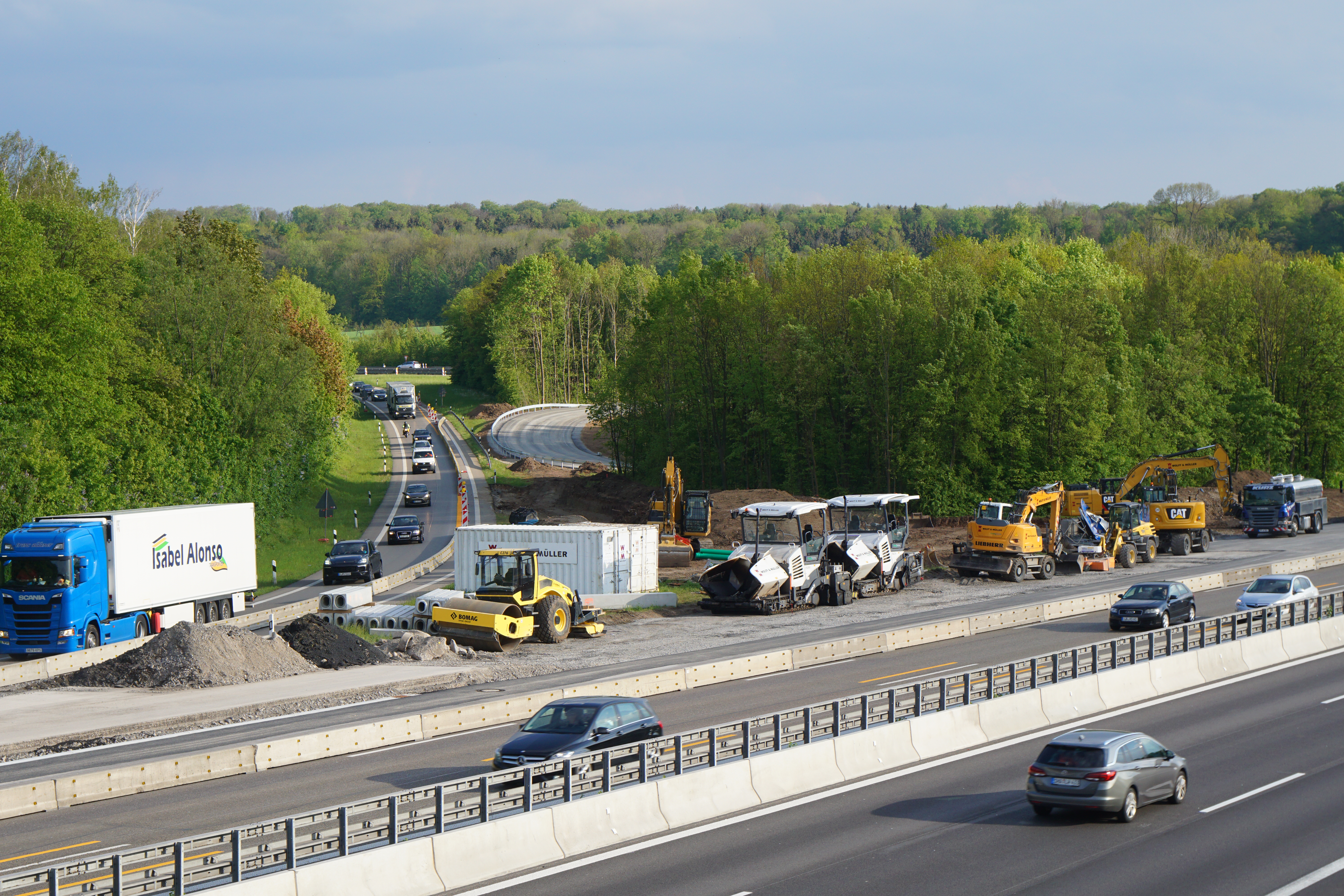
Anschlussstelle Stuttgart-Zuffenhausen

Das Teilgebiet Münchingen umfasst mit rund 45 ha die als Kleeblatt ausgeführte Anschlussstelle Stuttgart-Zuffenhausen. Der westliche Teil ist zwischenzeitlich durch das Gewerbegebiet Müllerheim überbaut, den östlichen Teil nimmt die Siedlung Kallenberg ein. Der nicht überbaute Teil des Teilgebiets wurde 1988 in das neue Landschaftsschutzgebiet Kallenberg-Withau überführt.
Das Teilgebiet Birkener Höhe [sic!] ist rund 6 ha groß, beinahe quadratisch und umfasst den Bereich um die Autobahnbrücke über die Strohgäubahn südlich von Münchingen.

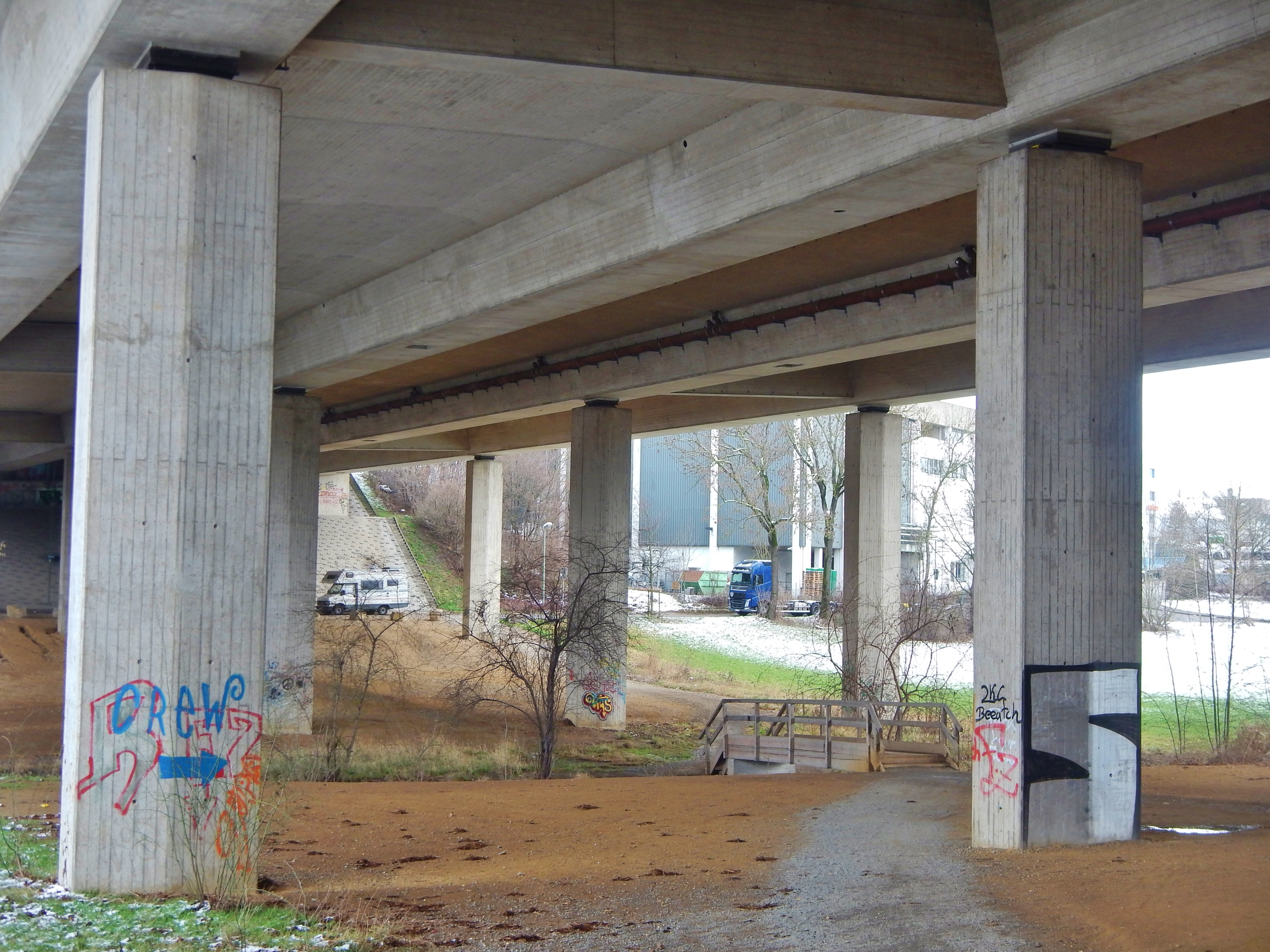
Beutenbachtalbrücke

Das Teilgebiet Beutenbach lag im Südwesten von Ditzingen und umfasste das Schefzgental samt der Beutenbachtalbrücke. Es ist heute – allerdings ohne die Autobahntrasse selbst – Teil des Landschaftsschutzgebiets Scheffzental.
Das Teilgebiet Gerlinger Heide/Forchenrain liegt zwischen Leonberg und Gerlingen. Ein Teil wurde im Jahr 1992 als  Naturschutzgebiet Hartmannsberg ausgegliedert. Die Gebietsteile auf der Gemarkung Leonberg wurden 1987 dem Landschaftsschutzgebiet Leonberg zugeschlagen. Somit hat das Teilgebiet heute noch eine Größe von etwa 60 ha, wobei der südliche Teil durch die Siedlung Forchenrain überbaut ist. Den nördlichen Teil beherrschen Weingärten und Streuobstbestände.
Das Teilgebiet Mahdental lag im Glemstal an der Grenze von Leonberg und Gerlingen. Es ging, wie auch andere noch verbliebene Teilgebiete auf der Gemarkung Leonberg, im Landschaftsschutzgebiet Glemswald auf.

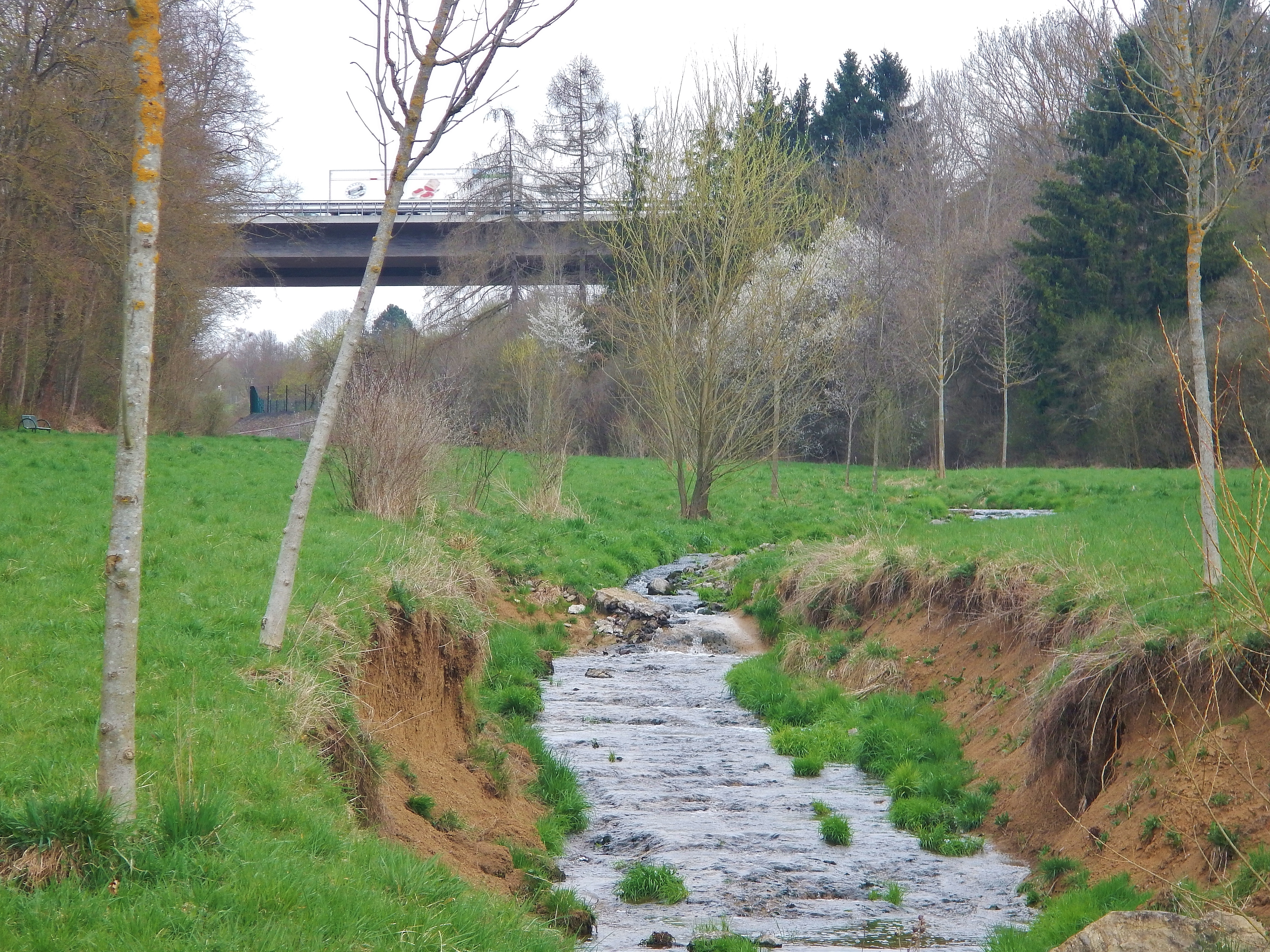
Eisengriffgraben im Teilgebiet Bohlhalde mit Hang

Das Teilgebiet Bohlhalde mit Hang ist rund 96 ha groß und liegt südlich von Rutesheim. Es umfasst eine kleinräumig gegliederte Kulturlandschaft mit Äckern, Wiesen, Hecken, Kleingarten- und Freizeitgrundstücken, Streuobstwiesen und dem Tal des Eisengriffgrabens südlich der Autobahntrasse der A 8.
Das Teilgebiet Schafwäsche mit zwei kleinen Gehölzen liegt westlich von Rutesheim beziehungsweise nördlich und südlich der A 8.
Das Teilgebiet Heimsheim ist 110 ha groß. Dazu gehören Flächen beidseitig der A 8 nördlich von Heimsheim auf den Gemarkungen Rutesheim und Flacht sowie eine kleinere Teilfläche südlich der Autobahn bei Perouse, überwiegend mit Äckern. Die weiteren Teilgebiete auf der Gemarkung Flacht wurden in das Landschaftsschutzgebiet Weissach übernommen.

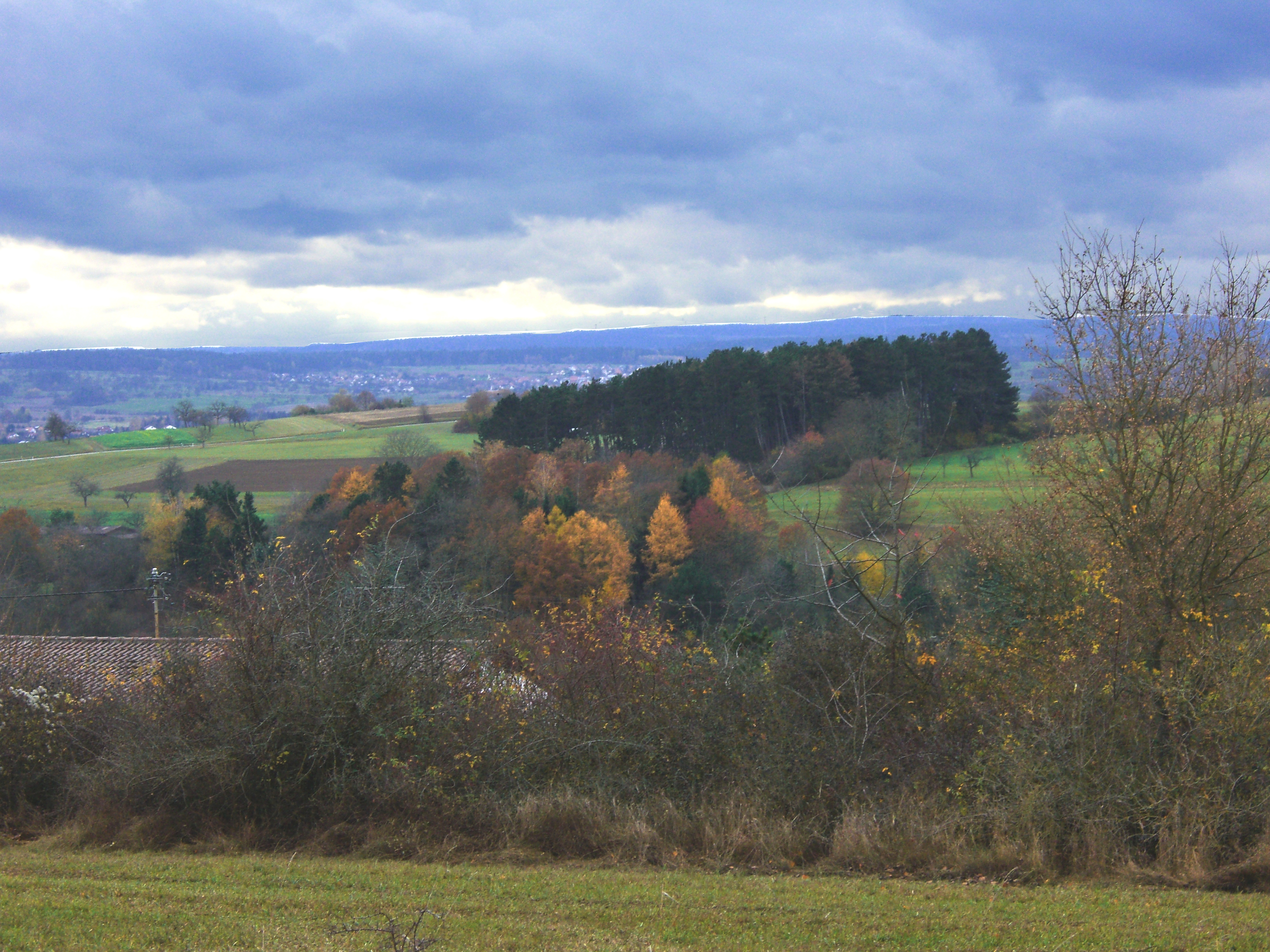
Im Teilgebiet Heimsheim, Friolzheim

Das Teilgebiet Heimsheim, Friolzheim ist mit 527 ha das größte und umfasst einen Großteil der Gemarkung Heimsheim, eine kleinstrukturierten Hecken-Landschaft, und eine kleinere Fläche nordwestlich von Friolzheim. Hier liegt auch die Siedlung am Geissberg im Schutzgebiet. Die Schutzgebietsabgrenzung wurde für dieses Teilgebiet schon mehrfach verändert. Ein Teil der geschützten Fläche ging im Natur- und Landschaftsschutzgebiet Betzenbuckel auf.
Das Teilgebiet Friolzheim, Wimsheim ist rund 21 ha groß und liegt westlich von Friolzheim und südlich der A 8. Es hat, anders als die anderen Teilgebiete, keinen direkten Kontakt zur Autobahn. Es dominieren Ackerflächen und einige Streuobstwiesen. Im Osten liegt bereits ein Teil des Siedlungsbereichs von Friolzheim im Schutzgebiet.
Das Teilgebiet Wurmberg besteht aus zwei Teilflächen im Kirnbachtal, die sich durch Wald und Wiesen auszeichnen, und einer weiteren Teilfläche nördlich von Wurmberg und westlich der Kreisstraße 4501. Hier besteht die Landschaft im Wesentlichen aus Wiesen und Gehölzen mit einem Campingplatz im Zentrum.

## Schutzzweck
Die Landschaftsteile sollten laut Verordnung vor Veränderung, Beschädigung oder Beseitigung bewahrt werden. Ebenso ist es verboten, „innerhalb der […] Landschaftsteile Veränderungen vorzunehmen, die geeignet sind, die Natur zu schädigen, den Naturgenuß zu beeinträchtigen oder das Landschaftsbild zu verunstalten.“
Dabei wurde insbesondere der Abbau von Rohstoffen, wie Gesteinen, Kies, Sand oder Lehm, die Errichtung von Bauwerken, die Anlage von Müll- und Schuttplätzen, das Anbringen von Schildern, Plakaten und Inschriften, die Entfernung von Gehölzen und „das Landschaftsbild störende“ Aufforstungen untersagt. Auch das Zelten innerhalb der geschützten Landschaftsteile wurde verboten.